# Várzea Nova
Várzea Nova este un oraș și o municipalitate din statul Bahia (BA) din Brazilia.